# Dementi (Band)
Dementi war eine 1997 gegründete deutsche Alternative-Rock-Band.

## Geschichte
Das erste Album Aphorismen wurde 1998 selbstproduziert. In den nächsten Jahren nahm Dementi recht erfolgreich an einigen Nachwuchswettbewerben teil – zum Beispiel erreichte Dementi den 11. Platz beim Battle of the Bands der Zeitschrift Sonic Seducer, ohne dass jedoch der große Durchbruch gelang. 2000 nahm Dementi im Zobel Audio Studio mit Stephan Zobeley (Band von Herbert Grönemeyer) die Single Jenseits der Angst und noch im gleichen Jahr in Selbstproduktion das Album Schweigen auf.
Die Studioaufnahmen gaben Dementi die Möglichkeit, als Vorband für Umbra et Imago zu spielen und somit bundesweit bekannter zu werden. 2001 erreichte Dementi beim Battle of the Bands den 3. Platz, 2002 den 1. Platz beim Annaberg-Buchholz Newcomer Preis und den 4. Platz beim Endausscheid für den Thüringen Grammy 2002. In den Omp Studios wurde die Single Der Fluss aufgenommen, die Dementi zu einem Plattenvertrag mit RE-POP verhalf. 2003 erschien das von Tobias Hahn (Janus) produzierte Album Zweigefühl und Dementi gewann schließlich den Battle of the Bands. Ein Auftritt auf dem 12. Wave-Gotik-Treffen in Leipzig, weitere Festivalauftritte und Supportacts folgten. Ein Video zum Song Ich empfinde Nichts vom Album Zweigefühl erschien auf dem Sonic-Seducer-Sampler Cold Hands Seduction 36.
Das Album Für heute reichts wurde im neu gegründeten eigenen Studio aufgenommen. 2007 wurde gemeinsam mit Amber das Stück Ein Atemzug aufgenommen und auf der MySpace-Seite veröffentlicht. September 2007 wurde mit dem Stück Hope Dies Last eine Zusammenarbeit zwischen Dementi und Painbastard auf dem Album Borderline veröffentlicht. Im Oktober 2007 verließ Smalun die Band und wurde durch Steffen Knop ersetzt.
Im April 2008 veröffentlichte Dementi die beiden ersten Alben Zweigefühl und Für heute reichts unter einer Creative-Commons-Lizenz (Erlaubnis zur kostenlosen Vervielfältigung, ohne die Erlaubnis zur Bearbeitung und kommerziellen Verwendung, mit der Pflicht zur Namensnennung und Beibehaltung der Lizenz) an.
2009 erschien das aktuelle Album Wer bettelt wird nicht gefüttert. Zum ersten Mal wirken mit Amber und RIG auch andere Künstler auf einem Dementi Album mit. Zudem remixte Painbastard einen der Songs. Nach einer Unplugged-EP im Jahr 2010 löste sich die Band 2012 im Stillen aus nicht näher erläuterten Gründen auf.

## Stil
Dementi spielten harten elektronischen Rock im Stil von Megaherz. Der wuchtige Gitarren- und Schlagzeugsound wurde sehr oft von Keyboard-Arrangements ergänzt.
Besonderer Wert wurde auf die recht harten Texte gelegt, die von Liebe, Sex und Verzweiflung handeln. Die Texte sind es auch, was häufig als deutlichstes Merkmal der Band angesehen wird.

## Diskografie
- 1998: Aphorismen (Album, Demo)
- 2000: Jenseits der Angst (Single)
- 2000: Schweigen (Album)
- 2002: Der Fluss (Single)
- 2003: Zweigefühl (Album, Sony BMG)
- 2005: Für heute reichts – Nimm dir das Leben (Album, Nemrod)
- 2009: Wer bettelt wird nicht gefüttert (Album, Nemrod)
- 2010: Ohne Strom (unplugged EP)